# Porte de Hal
Pour les articles homonymes, voir Porte de Halle.
Ne doit pas être confondu avec Porte de Halle (Berlin).
La porte de Hal, parfois appelée porte de Halle (en néerlandais : Hallepoort), construite en 1381, est le dernier vestige de la seconde enceinte médiévale de la ville de Bruxelles. Elle a d'abord porté le nom de porte d'Obbrussel (Haut-Bruxelles, aujourd'hui Saint-Gilles). 

## Histoire
La porte de Hal fut défendue en 1383 par le Lignage Serhuyghs, secondé en 1422 par la nation de Saint-Laurent.

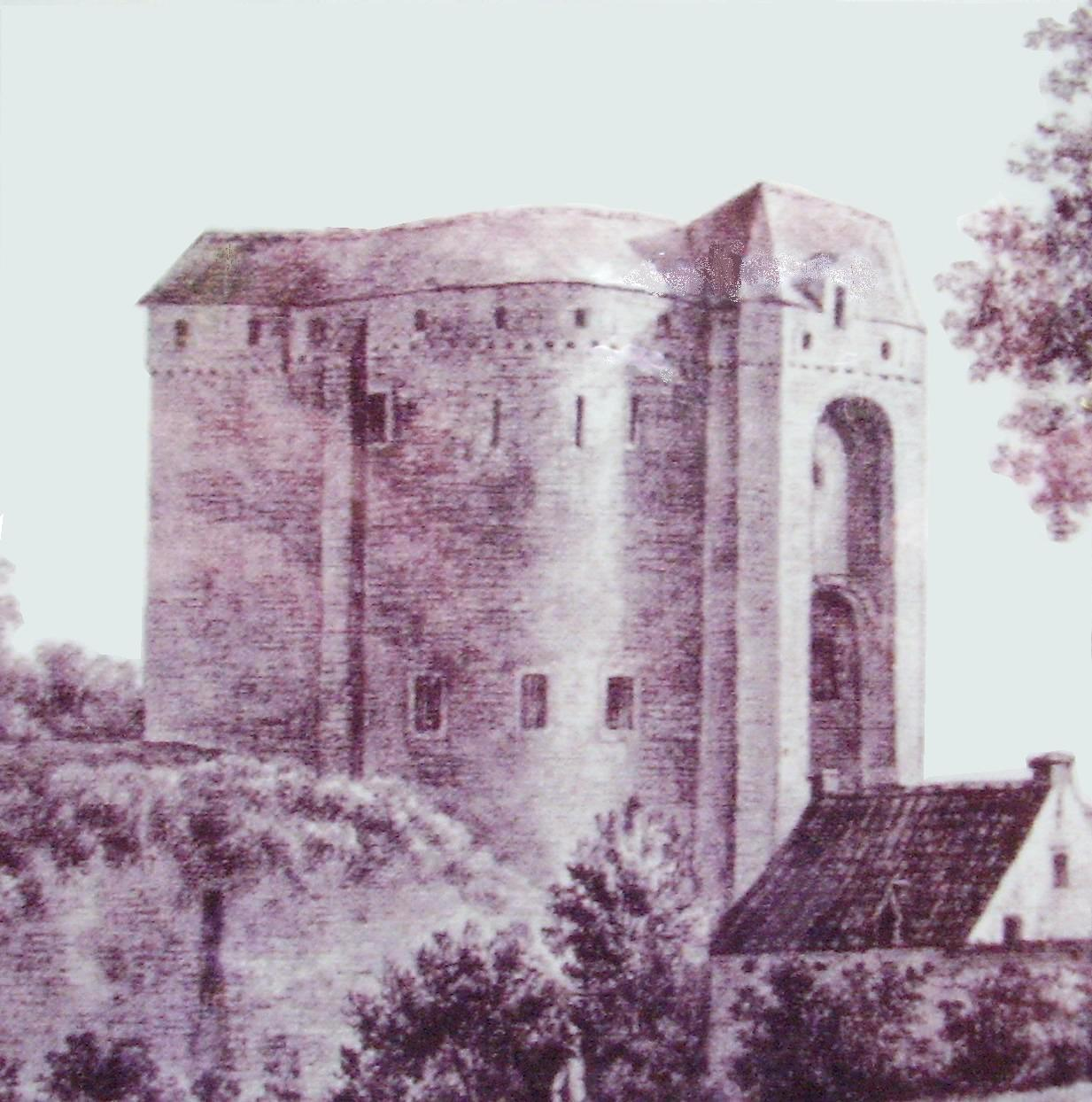
La porte de Hal en 1612.

Il est mis fin à sa fonction militaire dès 1564. L'enceinte qui comportait initialement sept portes fut détruite entre 1818 et 1840 pour permettre la construction des boulevards de la « petite ceinture ». La porte de Hal se situe actuellement sur le boulevard du Midi et est accessible par la station de métro à laquelle elle a donné son nom.
Unique rescapée des sept portes de la seconde enceinte, la porte de Hal ne doit sa sauvegarde qu'aux multiples fonctions qu'elle a remplies après avoir été désarmée : grenier à blé, église luthérienne, dépôt de mendicité et prison. Si le régime autrichien l'épargne au moment du démantèlement des autres portes, c'est parce qu'elle remplaçait la Steenpoort comme prison criminelle. Coincé entre les cachots, le premier étage accueillait le logement du geôlier, une chambre d'interrogatoire et de torture, une chapelle au-dessus de la porte côté ville et une cuisine dans la salle contiguë. Pendant les vingt années de l'annexion française, elle est adaptée en prison militaire. Le gouvernement des Pays-Bas charge ensuite Nicolas Roget de la transformer en dépôt d'archives mais l'expérience n'est guère concluante en raison de l'humidité chronique de l'édifice.

## Transformations duXIXesiècle
En 1830, au moment de l'accession à l'indépendance de la Belgique, les travaux de démolition des ruines de la seconde enceinte atteignent la porte de Hal. 
La question de son maintien est étroitement liée à l'aménagement des boulevards de ceinture. Par deux fois, les autorités locales annoncent sa démolition imminente et la vente publique des matériaux. Le roi Léopold Ier (1832) intervient d'abord pour l'empêcher. Elle est sauvée ensuite définitivement grâce à l'opiniâtreté de quelques amoureux des vestiges du passé, soutenus par des archéologues et par la jeune Commission royale des monuments, dont c'est la première intervention. Il s'en est fallu de peu car le conseil communal avait annoncé, le 5 juillet 1835, l'adjudication publique des matériaux de la porte, à charge de démolition. Le boulevard la contournera finalement au prix du comblement de l'ancienne douve du côté de Saint-Gilles, ce qui rend désormais impraticable le passage charretier sous la porte (1840).

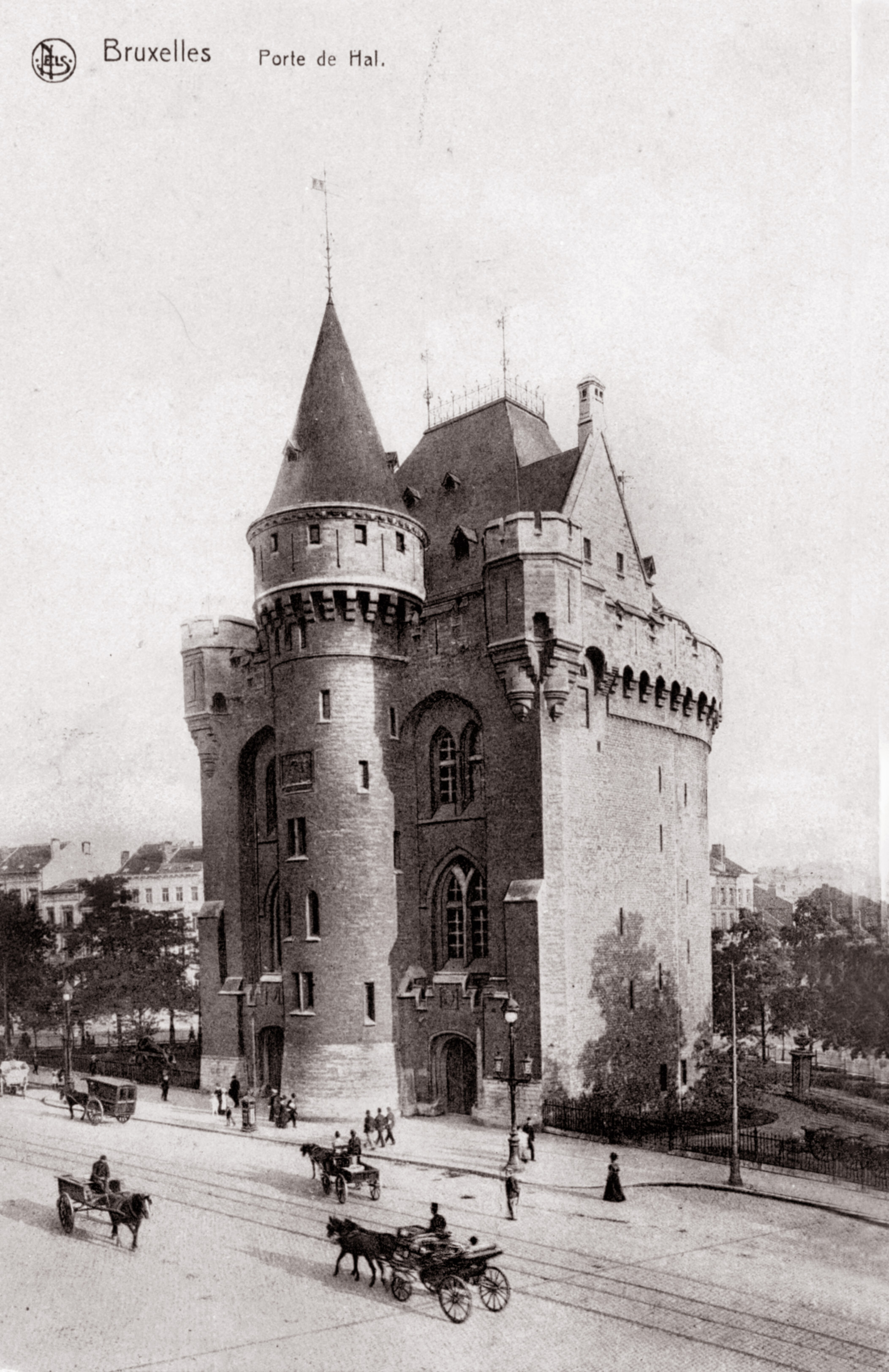
Vers 1900.

L'État belge confie quelques premiers travaux d'aménagement à l'architecte Tilman-François Suys (assainissement, obturation des fenêtres, etc.). La porte de Hal abrite, à partir de 1847, le Musée d'Armes, d'Armures, d'Antiquité et d'Ethnologie, ancêtre des Musées royaux d'Art et d'Histoire de Belgique, installé actuellement au palais du Cinquantenaire.
En 1860, il est décidé de procéder à la rénovation de la tour et à son aménagement définitif en musée. La conception du projet est confiée à l'architecte Henri Beyaert. Les travaux sont réalisés entre 1868 et 1871 dans l'esprit préconisé avec succès par Eugène Viollet-le-Duc, qui ne ménagea pas ses compliments pour une réalisation considérée alors comme exemplaire. 

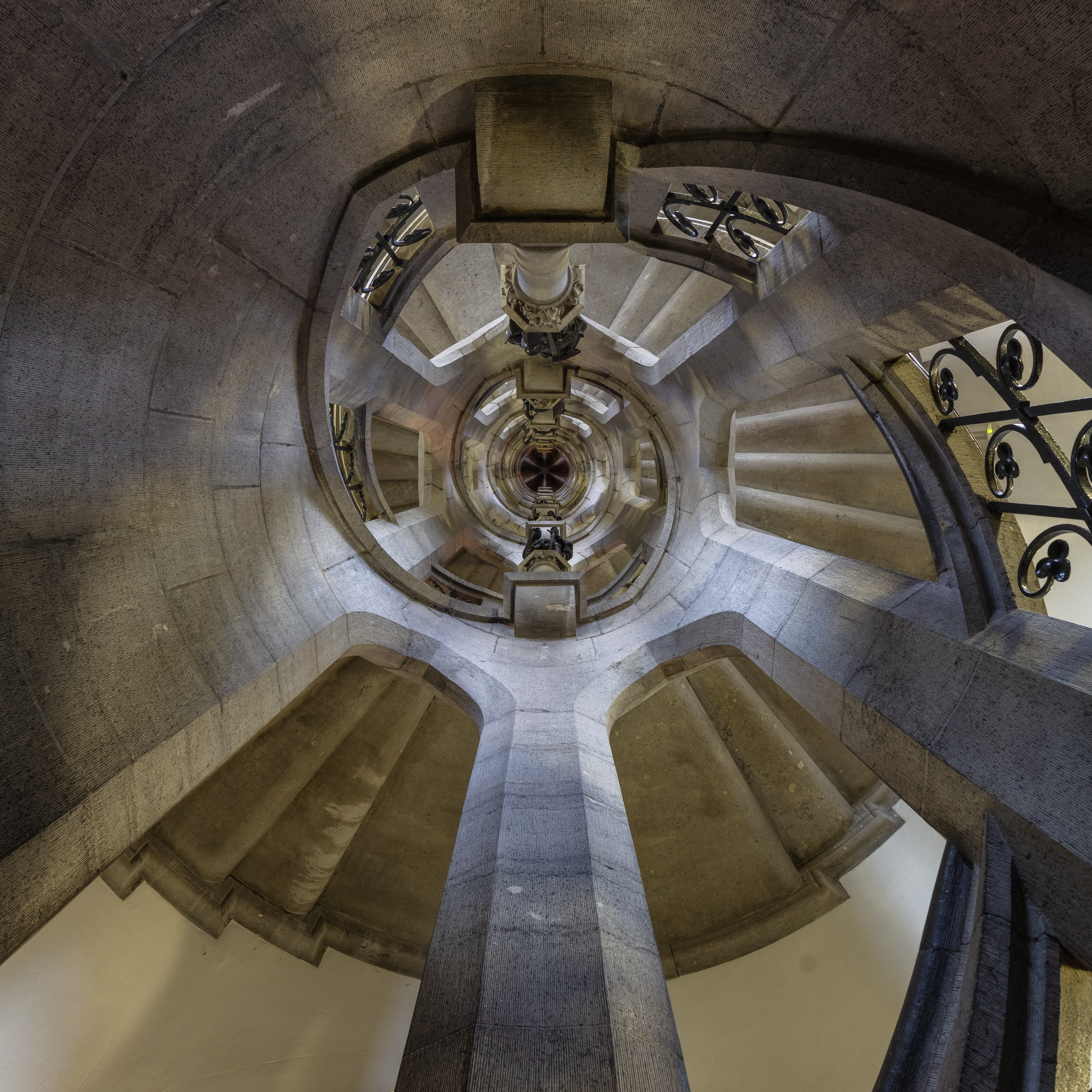
Escalier en colimaçon.

Henri Beyaert envisage son travail comme une adaptation muséale à partir d'une structure existante. Il n'est en effet pas question de permettre l'accès aux visiteurs par des escaliers à vis étriqués, contenus dans les épaisses murailles. Il transforme l'austère tour médiévale par l'ajout d'un escalier confortable en lui donnant en quelque sorte une allure de château néogothique plus conforme à l'image romantique que l'on se fait à son époque du Moyen Âge. 
Côté ville, le passage charretier est remplacé par une tour semi-circulaire à chemin de ronde, créneaux et mâchicoulis qui abrite un escalier monumental en colimaçon. Elle est coiffée d’un toit conique soutenu par une splendide charpente. Elle est flanquée de deux profondes arcades gothiques ombrageant les fenêtres, déjà transformées quelques années plus tôt par Suys, et d'échauguettes aux angles. À l'arrière, côté Saint-Gilles, une toiture tronquée en pavillon protège un nouvel étage tandis que le chemin de ronde à créneaux est également reconstitué. Les salles intérieures reçoivent une décoration pseudo médiévale. Des fenêtres ogivales remplacent les anciennes, rectangulaires.

## Musée de la porte de Hal
En 1847, la porte de Hal accueille les Musées royaux d'Armes, d'Armures, d'Antiquité et d'Ethnologie, créés par le jeune État belge afin de justifier son existence, et qui deviendront plus tard les Musées royaux d'Art et d'Histoire.

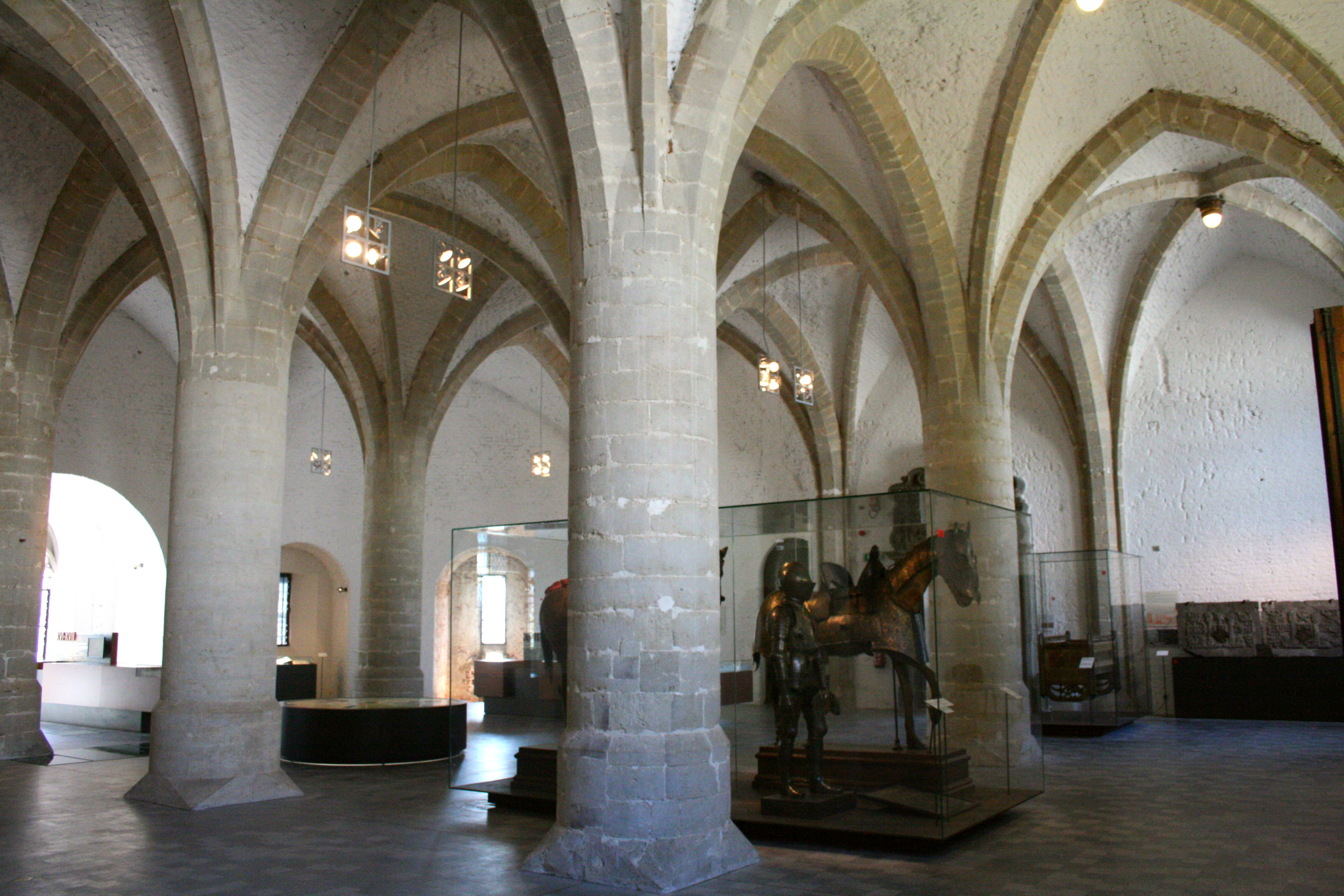
Salle gothique.

En 1889, elle devient trop exiguë pour abriter toutes les collections du musée, qui s'agrandissent sans cesse. Celles-ci sont scindées : les armes et les armures restent à la porte de Hal, tandis que les antiquités sont déposées au Cinquantenaire, suivies, en 1906, par les pièces ethnographiques.
En 1976, les collections d'armes et d'armures sont mises en dépôt au Musée royal de l'Armée et d'Histoire militaire, situé lui aussi au Cinquantenaire, tandis qu'à la porte de Hal débute une nouvelle phase de restauration qui s'étend sur plusieurs années. Des fouilles archéologiques accompagnent cette restauration. Ces fouilles ont permis de mettre au jour les passages charretiers, les vestiges de la herse et du pont-levis, les archères, le lieu de communication entre la porte et le mur d'enceinte, etc.

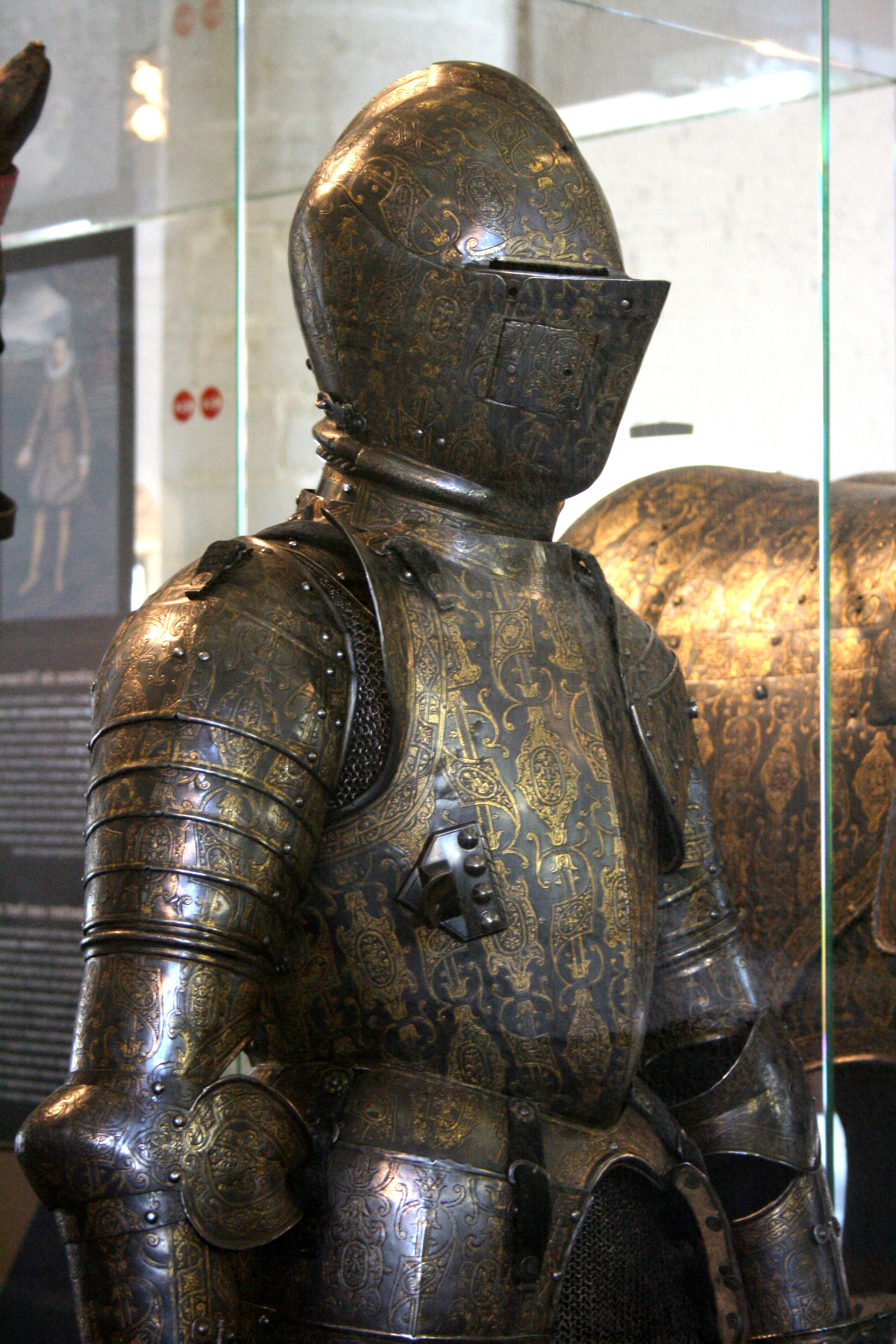
Armure de parade de l'archiduc Albert.

Depuis sa réouverture dans les années 1990 — toujours en tant que musée faisant partie des Musées royaux d'Art et d'Histoire — la porte de Hal accueille des expositions temporaires sur le thème du folklore, puis sur le thème de la ville.
En 2007, de nouveaux travaux de rénovation sont entrepris. Dès le 6 juin 2008, la porte de Hal rouvre cependant ses portes au public.
Derrière sa façade blanche entièrement nettoyée, les visiteurs peuvent découvrir, sous la forme d'une présentation permanente, l'histoire du bâtiment et de son occupation à travers les siècles, mais également celle de la ville, de sa défense, de ses corporations, de son folklore, autant de facettes qui se révèlent étroitement liées les unes aux autres.
Parmi les pièces exposées, on peut admirer notamment plusieurs chefs-d'œuvre célèbres parmi lesquels des colliers de guilde, l'armure de parade de l'archiduc Albert de Habsbourg, son cheval naturalisé ainsi que celui de son épouse l'infante Isabelle-Claire-Eugénie d'Autriche, le berceau dit « de Charles Quint » ou encore le tableau attribué à Anthonis Sallaert représentant l'infante Isabelle participant à la fête des arbalétriers au Sablon.
Le troisième étage et le grenier de la porte de Hal sont, quant à eux, réservés à des expositions temporaires et à des événements.

## Dans l'art
La porte de Hal est représentée, vers 1565-1568, par Pieter Brueghel l'Ancien dans sa toile Le vin de la Saint-Martin.

## Galerie

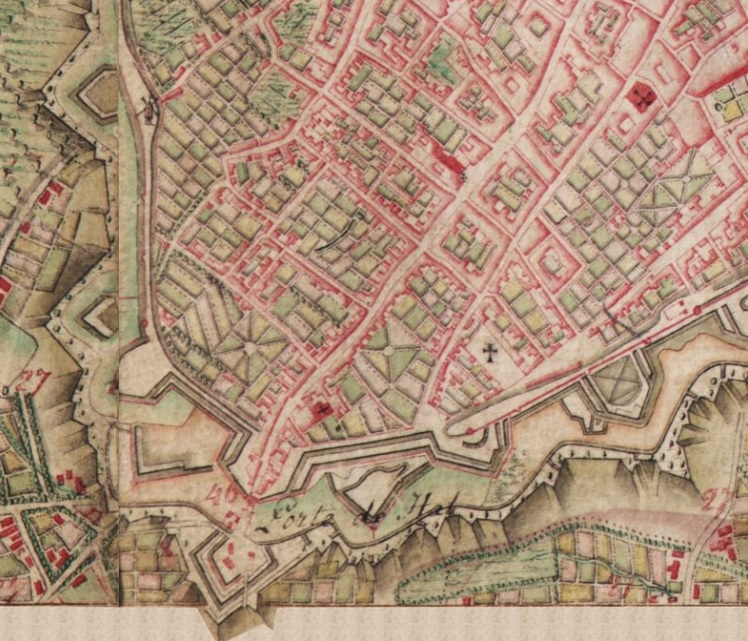
Carte de Ferraris (1777)
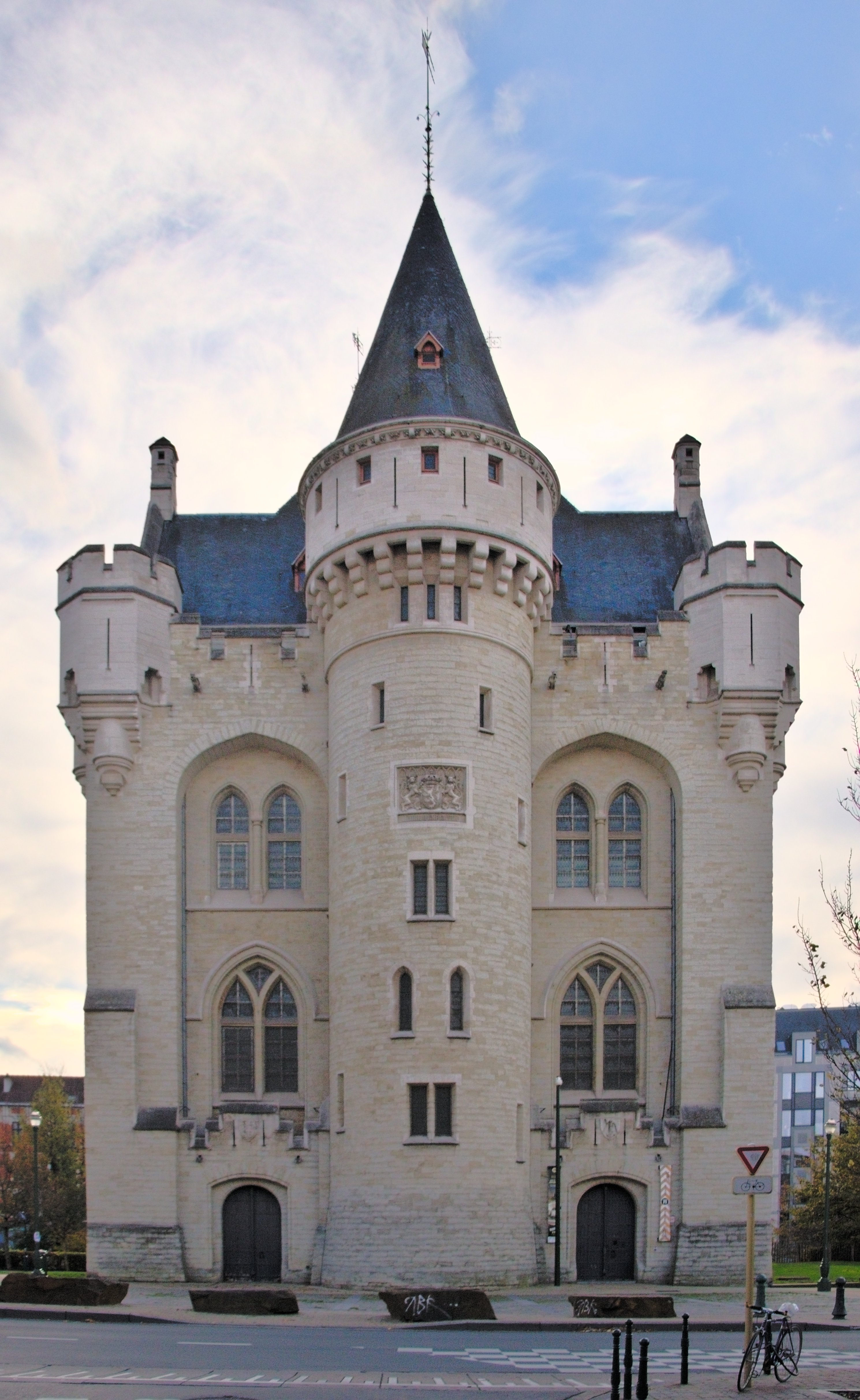
Côté Bruxelles-ville (2020)
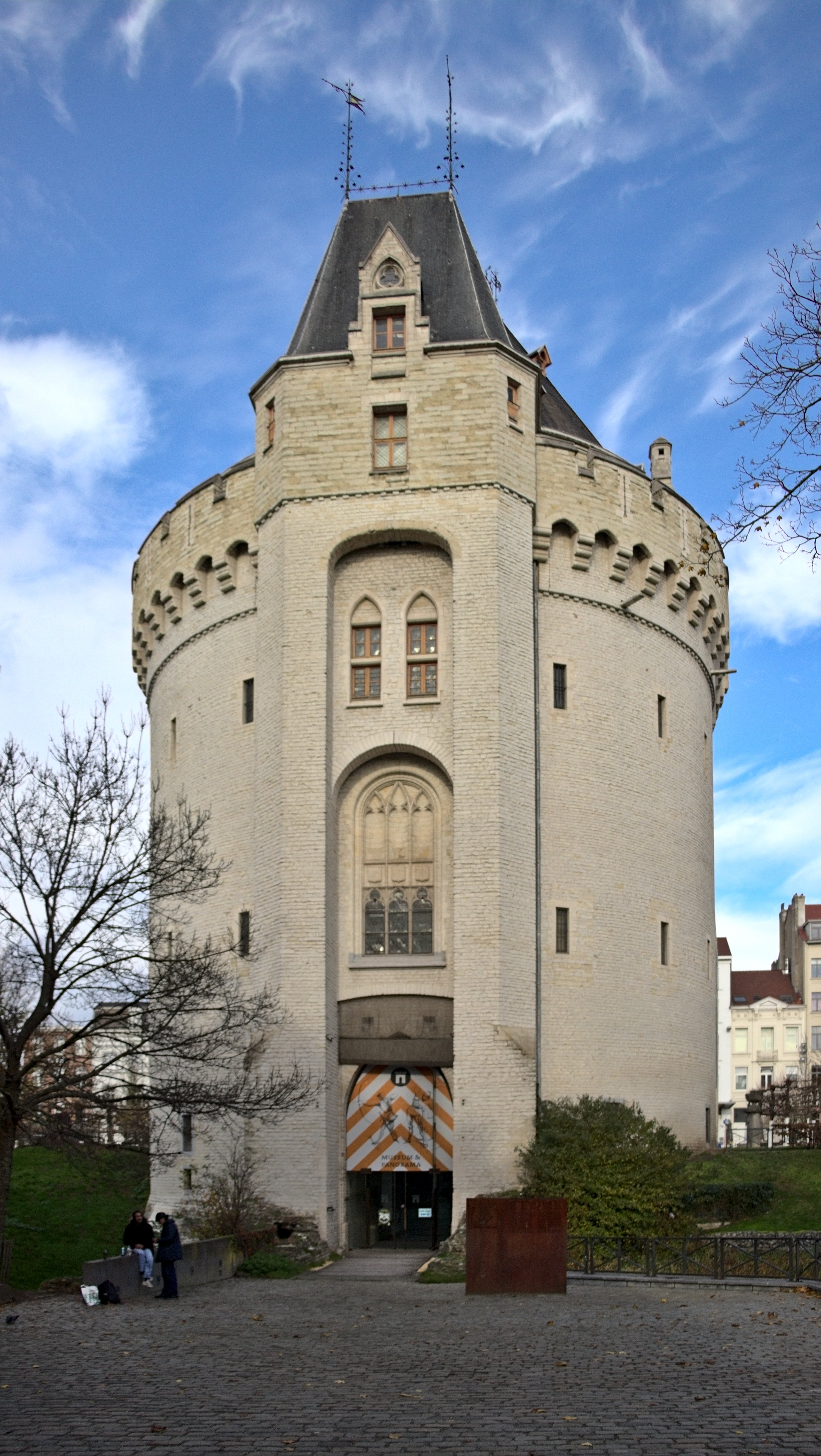
Côté Saint-Gilles (2020)
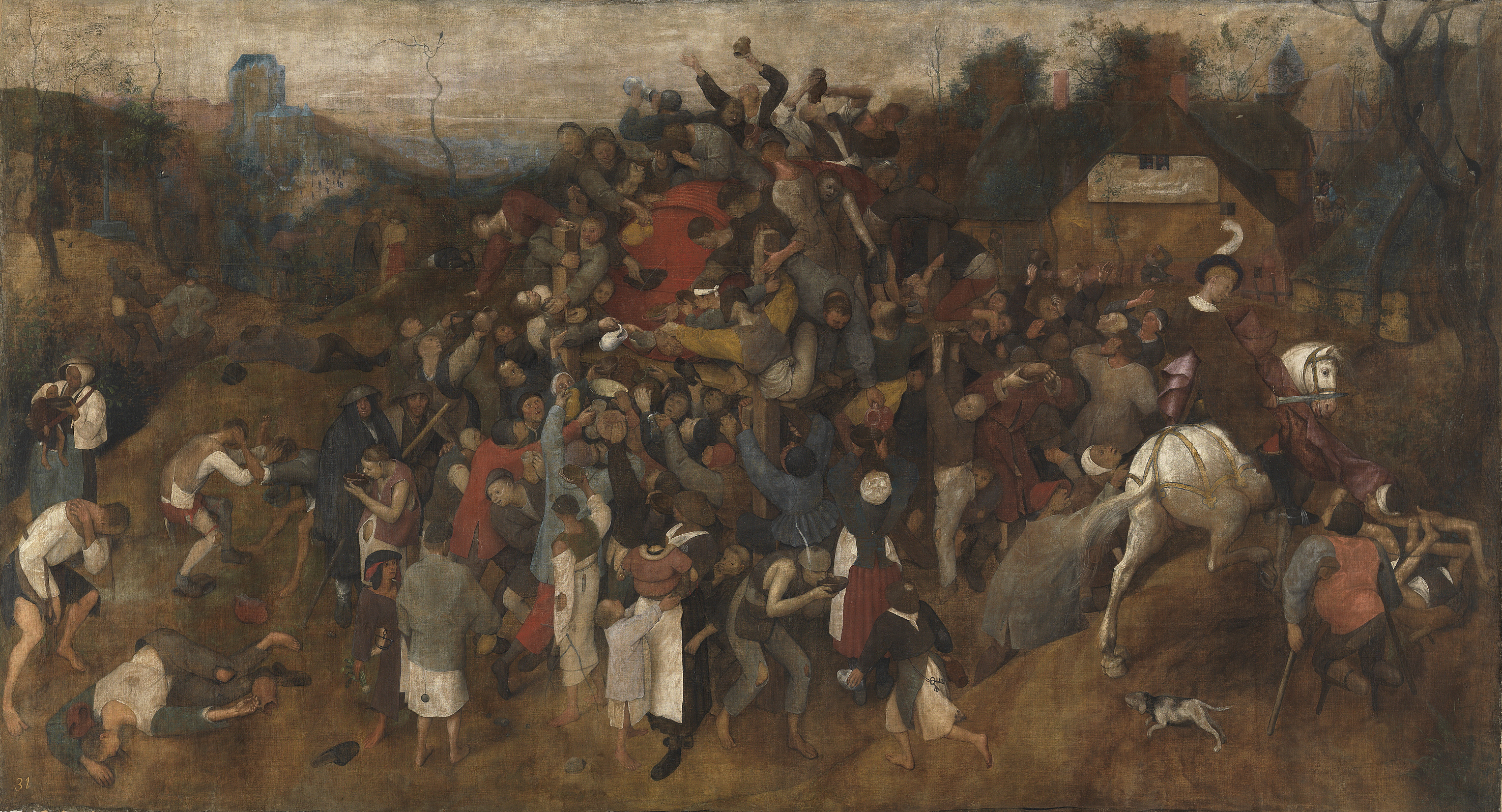
Le Vin de la Saint-Martin, Pieter Brueghel l'Ancien, ca. 1565-1568 (la porte de Hal est représentée au fond à gauche)
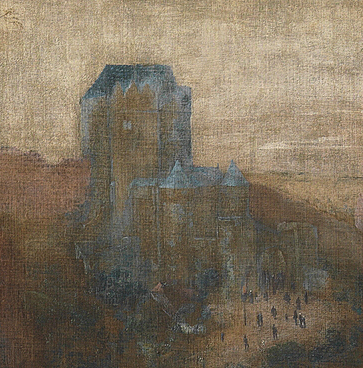
Le Vin de la Saint-Martin (détail)

## Accès
| ___ | Ce site est desservi par la station de métro : Porte de Hal. |